# Mohamed Ali Manser
Mohamed Ali Manser (arab. محمد علي منصر, ur. 28 kwietnia 1991 w Safakis) – tunezyjski piłkarz grający na pozycji ofensywnego pomocnika. Jest wychowankiem klubu Club Sportif Sfaxien.

## Kariera klubowa
Swoją karierę piłkarską Manser rozpoczął w klubie Club Sportif Sfaxien. W 2010 roku awansował do pierwszego zespołu. W sezonie 2010/2011 zadebiutował w jego barwach w pierwszej lidze tunezyjskiej. W sezonie 2012/2013 wywalczył z nim tytuł mistrza Tunezji. W 2013 roku wystąpił w wygranym finałowym dwumeczu Pucharu Konfederacji z TP Mazembe (2:0, 1:2).
| Sezon   | Klub       | Kraj    | Rozgrywki | Mecze | Gole |
| ------- | ---------- | ------- | --------- | ----- | ---- |
| 2010/11 | CS Sfaxien | Tunezja | CLP-1     | 12    | 4    |
| 2011/12 | CS Sfaxien | Tunezja | CLP-1     | 22    | 5    |
| 2012/13 | CS Sfaxien | Tunezja | CLP-1     | 17    | 3    |
| 2013/14 | CS Sfaxien | Tunezja | CLP-1     | 16    | 2    |
| 2014/15 | CS Sfaxien | Tunezja | CLP-1     | 23    | 4    |
| 2015/16 | CS Sfaxien | Tunezja | CLP-1     |       |      |

## Kariera reprezentacyjna
W reprezentacji Tunezji Manser zadebiutował 11 stycznia 2015 w zremisowanym 1:1 towarzyskim meczu z Algierią. W tym samym roku został powołany do kadry na Puchar Narodów Afryki 2015. Zagrał na nim w trzech meczach: z Zambią (2:1), z Demokratyczną Republiką Konga (1:1) oraz w ćwierćfinale z Gwineą Równikową (1:2).